# Jaunsventes herrgård
Jaunsventes herrgård (lettiska: Jaunsventes muižas; tyska: Swenten), är en herrgårdsbyggnad i Svente, Augšdaugava kommun. Herrgården uppfördes i början av 1900-talet, och stod färdig 1912.